# Guerra di Agide
La guerra di Agide (definita da Alessandro Magno "guerra dei topi") fu un conflitto bellico nell'Antica Grecia del IV secolo a.C. La città-stato di Sparta, regnante Agide III, sfidò lo stato egemone della lega di Corinto, la Macedonia e venne sconfitto.

## Antefatti
Dopo la vittoriosa battaglia di Cheronea del 338 a.C. il re macedone Filippo II ebbe l'egemonia sui Greci, che dovettero aderire alla da lui fondata lega di Corinto. A questa lega apparteneva la maggioranza delle città-stato greche, alcune di esse, come le sconfitte Atene e Tebe, più o meno volontariamente. Sparta fu l'unica potenza degna di questo nome che non aderì, poiché rifiutava per tradizione di aderire alle disposizioni del nemico.
Nel 338 a.C. essa non aveva aderito alla coalizione antimacedone, da una parte poiché non voleva sottoporsi alla guida della sua tradizionale rivale Atene e dall'altra non voleva combattere a fianco della sua mortale nemica, Tebe, alla quale pochi anni prima, con le sconfitte di Leuttra del 371 a.C. e di Mantinea del 362 a.C., aveva dovuto cedere la propria egemonia. Successivamente Sparta non sostenne la defezione di Tebe dalla lega di Corinto dopo l'assassinio di Filippo II di Macedonia del 336 a.C., che sfociò nella distruzione di Tebe ad opera di Alessandro Magno.
Però Sparta a quel tempo di fronte alla potenza macedone non teneva una posizione neutrale, poiché la Macedonia era anche egemone, come potenza protettrice, nel Peloponneso, sul quale Sparta, prima della battaglia di Leuttra, aveva esercitato la sua egemonia. La battaglia di Leuttra aveva posto fine all'egemonia spartana a favore di quella tebana, manifestandosi fra l'altro nella fondazione della città di Megalopoli da parte del comandante dell'esercito tebano Epaminonda. La battaglia di Cheronea aveva a sua volta posto fine all'egemonia tebana, per sostituirvi quella macedone, nella quale le città del Peloponneso che erano in rapporti di inimicizia con Sparta si riconobbero. Il re spartano, in carica dal 338 a.C., Agide III intendeva riportare il Peloponneso sotto la sovranità di Sparta e rinnovare il prestigio di questa città. In proposito però egli dovette attendere il momento propizio, quando cioè il nemico macedone avesse palesato la sua debolezza. Quando Alessandro Magno, con la sua armata, nella primavera del 334 a.C., era partito alla conquista dell'Asia, parve ad Agide che il momento propizio fosse arrivato. Amministratore della Macedonia e presidente della lega di Corinto era stato nominato da Alessandro il generale Antipatro, al quale lasciò una forza armata di 12 000 e 1 500 cavalieri.

## Sviluppi
Appena Alessandro era partito dall'Europa, Sparta intraprese le sue attività antimacedoni. Agide inviò una delegazione diplomatica alla corte del re di Persia Dario III nella speranza di ricevere aiuto da lui, ma anche in Grecia non era solo. Dai tempi di Cheronea Atene era membro della lega di Corinto, però nella città vi era una consistente fazione antimacedone, raccoltasi intorno all'oratore Demostene, che aveva sentore che ora il vento soffiasse dalla sua parte. Su consiglio di Licurgo, l'assemblea ebbe il compito di disdire tutti gli accordi con Alessandro e di mobilizzare la flotta per portare aiuto a Sparta. Poi la città inviò anche lei una delegazione alla corte persiana, condotta dall'omonimo figlio del famoso generale Ificrate. Agide stesso nel 333 a.C. andò per nave a Sifanto, ove trattò con gli ammiragli Farnabazo III e Autofradate per un comune comportamento contro i Macedoni. La potenza navale persiana si ritirò però come potenziale alleato dopo che fu nota la sconfitta di Isso e in conseguenza a questa si sciolse Agide ricevette come aiuto 10 trireme e 30 talenti d'argento, con i quali egli a capo Tenaro poté arruolare 4 000 soldati greci fuggiti da Isso. Con i suoi soldati quindi egli veleggiò verso Creta, finché fino alla fine del 332 a.C. ebbe ogni città sotto controllo. Ciò costrinse Alessandro nel 331 a.C. ad inviare la sua flotta, agli ordini di Anfotero, dalla Fenicia a Creta.
Quasi contemporaneamente alle attività spartane Atene ebbe contatti con il principe degli Odrisi Seute III, che come alleato avrebbe potuto aprire un secondo fronte contro i Macedoni. L'occasione per un impegno in Tracia pareva adatto, però lo stratega macedone Memnone, che colà si trovava, ebbe nella primavera del 331 a.C. dei segni d'insubordinazione che segnalò al suo superiore Antipatro. Se i Traci si fossero liberati dalla dominazione macedone, Antipatro avrebbe perso i suoi contatti diretti con Alessandro e quest'ultimo sarebbe nuovamente rimasto tagliato fuori dai rifornimenti provenienti dalla sua patria. Ma Antipatro partì subito con i suoi soldati per la Tracia e Memnone, in questa prospettiva, rinunciò evidentemente a combattere.
Mentre Antipatro si trovava in Tracia, Agide, con le sue truppe (20 000 fanti e 2 000 cavalieri) era rientrato in Peloponneso e faceva propaganda presso i Greci alla sua proclamazione d'indipendenza per una defezione dalla lega di Corinto. In questo modo egli ottenne l'appoggio di Elis, di maggior parte degli Arcadi, degli Achei (ad eccezione di Pellene). Tuttavia la proclamazione si smorzò inascoltata presso le antiche rivali di Megalopoli, Corinto e Argo, che riconobbero dietro questa proclamazione, un tentativo di rinnovare l'antica sovranità di Sparta. Il Peloponneso dovette essere portato con la forza dalla parte di Sparta e Agide conseguì la sua prima vittoria su un avamposto macedone comandato da Corrago, ed infine pose sotto assedio Megalopoli Sistemata la situazione in Tracia, nell'autunno del 331 a.C. Antipatro marciò con 40 000 uomini attraverso l'istmo di Corinto nel Peloponneso. Tra i prossimi soccorritori di Agide, vi erano gli ateniesi, il cui coraggio di sostenere Sparta era sparito, e il denaro appositamente previsto allo scopo, utilizzato diversamente. Ma anche Demade comandante della flotta aveva l'intenzione di ostacolare la sua patria, quando, diversamente da quanto deciso di entrare in battaglia, attese il corso degli eventi. Ciò consentì anche alla forza navale di Anfotero di guadagnare da Creta il Mar Egeo. La guerra nel Peloponneso venne decisa verso la fine del 331 a.C. o nella primavera del 332 a.C. nella battaglia di Megalopoli, nella quale Agide cadde, dopo aver ordinato ai suoi la ritirata. Caddero in battaglia 5 300 Spartani e 3 500 Macedoni.

## Conseguenze
Antipatro rinunciò ad occupare Sparta e si fece consegnare dalla città solo cinquanta giovani ostaggi. L'assemblea (sinedrion) della lega di Corinto pretese da Sparta il pagamento di un indennizzo per le perdite subite e obbligò la città ad inviare una delegazione nella lontana Asia, che chiedesse formalmente perdono ad Alessandro per la guerra scatenata. Si rinunciò anche al perseguimento dei capi antimacedoni e istigatori (Demostene e Licurgo): il coinvolgimento di Atene in questa guerra fu da parte di Antipatro e anche di Alessandro intenzionalmente trascurato. Alessandro Magno aveva presumibilmente appreso delle attività sovversive di Sparta contro la Macedonia dopo la sua vittoria di Isso, quando gli ambasciatori spartani ed ateniesi preso il Grande Re persiano erano caduti nelle sue mani, o più tardi a Sidone nel 332 a.C. dal suo ufficiale di marina Protea. Fino all'invio della flotta al comando di Anfotero egli non si era preoccupato più di tanto di questo problema e aveva lasciato che se ne occupasse il suo amministratore Antipatro. Questi aveva eseguito il suo compito completamente secondo i suoi doveri di fedeltà e con la sua vittoria aveva mantenuto l'egemonia macedone sulla Grecia, il che permise ad Alessandro la prosecuzione indisturbata delle sue campagne di conquista in Asia.
La battaglia di Megalopoli ebbe luogo contemporaneamente, o dopo pochi mesi, a quella più importante di Gaugamela (1º ottobre 331 a.C.), per cui Alessandro dovrebbe essere venuto a sapere della disfatta spartana verso la fine del 331 a.C. a Sittachene o più probabilmente solo nella primavera del 330 a.C. in Ecbatana Poco dopo egli liberò le truppe alleate greche, che la lega di Corinto gli aveva fornito per la campagna di rappresaglia contro i persiani, dagli obblighi nei suoi confronti. Alessandro aveva dispettosamente definito "guerra dei topi" il conflitto fra il suo amministratore e la città di Sparta, poiché egli aveva condotto in Asia, al contrario di Antipatro, una guerra molto più grande. Ma retrospettivamente parlando tuttavia le enormi perdite subite da ambo le parti a Megalopoli danno l'impressione di una valutazione ingiustificata: Alessandro non doveva aver subito in nessuna delle sue battaglie contro i Persiani perdite di tale dimensione.
Dopo la morte di Alessandro, nel 323 a.C., alcune città-stato greche ripresero la sollevazione contro i Macedoni sotto la guida di Atene, subendo nuovamente una disfatta ad opera di Antipatro nella guerra lamiaca.

### Fonti primarie
- Arriano, Anabasi di Alessandro
- Eschine, Contro Ctesifonte
- Quinto Curzio Rufo, Historiae Alexandri Magni, Impressum Florentiae, San Jacopo di Ripoli, 1478. URL consultato il 24 giugno 2015.
- Marco Giuniano Giustino, Storie filippiche
- Diodoro Siculo, Bibliotheca historica
- Plutarco, Moralia
- Polieno, Strategika

### Altre fonti
- (DE)  Alexander Demandt: Alexander der Große - Leben und Legende. München 2009. S. 197–199.
- (DE)  Christian Habicht: Athen. Die Geschichte der Stadt in hellenistischer Zeit. 1995.
- (EN)  Marcus Niebuhr Tod: A Selection of Greek Historical Inscriptions II. 1948.
- (DE)  Ernst Badian: Agis III, In: Hermes, Bd. 95 (1967), S. 170–192.
- (EN)  Eugene N. Borza: The End of Agis’ Revolt, In: Classical Philology, Vol. 66 (1971), S. 230–235.
- (EN)  A. B. Bosworth: The Mission of Amphoterus and the Outbreak of Agis’ War, in: Phoenix, Vol. 29 (1975), S. 27–43